# Pernette du Guillet

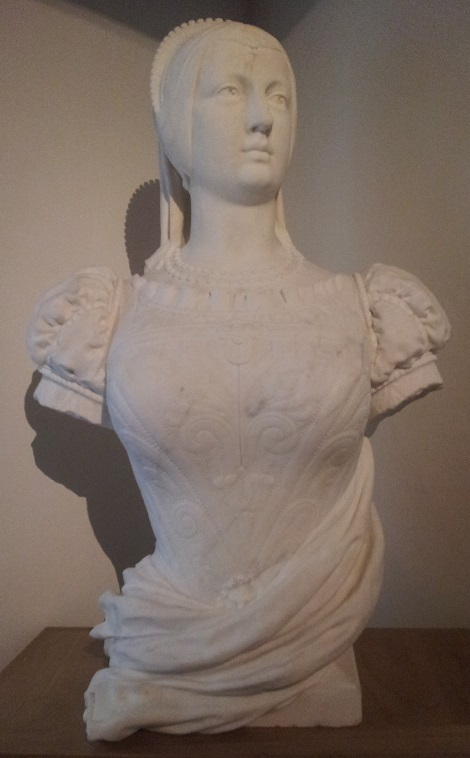
Pernette du Guillet

Pernette du Guillet (* um 1520 in Lyon; † 7. Juli 1545 ebenda) war eine französische Dichterin, die der sogenannten Lyoneser Dichterschule zugerechnet wird.
Sie stammte aus einer adeligen Familie, genoss eine gute Bildung und lernte 1536 oder 37 den 20 Jahre älteren Maurice Scève kennen, der ihre Begabung bemerkte und sie zu lyrischen Versuchen ermutigte. Ihre gegenseitige Liebe fand jedoch keine Erfüllung mehr, da Pernette einem Adeligen namens Du Guillet versprochen war, mit dem sie 1537 oder 38 auch verheiratet wurde. Scève setzte ihrer Liebe, ohne Pernette beim Namen zu nennen, ein Denkmal mit seinem wohl 1537 begonnenen Gedichtzyklus Délie (1544). 
Nach ihrem frühen Tod während einer Pestepidemie gaben 1545 ihr Mann und nochmals 1546 ein Freund ihre ca. 40 Gedichte gesammelt, aber ohne erkennbare Ordnung heraus unter dem Titel Rymes de gentille et vertueuse dame, D. Pernette du Guillet, lyonnoise (Verse einer edlen und tugendhaften Dame, Dame P. du G., aus Lyon).